# Paul Giamatti
Pour les articles homonymes, voir Giamatti.
Paul  Giamatti, né le 6 juin 1967 à New Haven, dans le Connecticut, est un acteur américain.
Il est révélé au début des années 1990 grâce à deux collaborations avec le cinéaste Woody Allen qui en fait un de ses acteurs fétiches. Il enchaîne alors les seconds rôles. Durant les deux décennies suivantes, il apparaît dans de nombreuses productions à succès dont Very Bad Trip 2 de Todd Phillips, La Planète des Singes de Tim Burton, Twelve Years a Slave de Steve McQueen ou encore Dans l'ombre de Mary de John Lee Hancock.
À la télévision, il apparaît dans la mini-série biographique John Adams pour laquelle il remporte le Golden Globe du meilleur acteur dans une mini-série avant de tenir le rôle du milliardaire américain Harold Levinson dans un épisode spécial de la série Downton Abbey créée par Julian Fellowes.
En 2023, il fait son grand retour au cinéma par l'intermédiaire du film Winter Break pour lequel il obtient sa seconde nomination aux Oscars. Il incarne le rôle de Richard en 2018 dans le film Private Life au côté de Kathryn Hahn.
En 2025, il reprend son rôle d'Harold Levinson dans le 3e film, Downton Abbey: The Grand Finale.

## Biographie

### Jeunesse et formation
Paul Edward Valentine Giamatti naît le 6 juin 1967 à New Haven, dans le Connecticut. Il est le plus jeune des trois enfants d'A. Bartlett Giamatti (1938-1989), l'ancien commissaire de la Ligue majeure de baseball, professeur et président de l'université Yale, d’origine italienne et de Toni Smith Giamatti une professeure d'anglais,,.

### Littérature
Après ses études secondaires, il est accepté à l'université Yale où il obtient son baccalauréat universitaire (licence) en 1989, puis, en 1994, il soutient avec succès son Master of Fine Arts (mastère 2) à la Yale School of Drama (en).

### Carrière
Paul Giamatti commence sa carrière en 1992 dans des seconds rôles au cinéma (Singles, Maudite Aphrodite).
Il commence à avoir des seconds rôles dans des films de grande importance notamment Négociateur (1998), où, aux côtés de Kevin Spacey et Samuel L. Jackson, il joue un indic pris en otage dans un commissariat, Il faut sauver le soldat Ryan, de Steven Spielberg (1998), The Truman Show (1998) avec Jim Carrey, Ed Harris et Laura Linney et Man on the Moon de Miloš Forman en 1999.
Mais s'il obtient son premier rôle important avec Duos d'un jour, ce n'est qu'avec Sideways qu'il connaît la consécration. Il joue également dans De l'ombre à la lumière, de Ron Howard, La Jeune Fille de l'eau et prête sa voix aux films d'animations Robots et Astérix et les Vikings.
En 2007, il a été à l'affiche de Shoot 'Em Up : Que la partie commence (Shoot 'Em Up), avec Clive Owen et Monica Belucci, Le Journal d'une baby-sitter, avec Scarlett Johansson, Laura Linney et Alicia Keys et Frère Noël.
En 2008, il a été récompensé de l'Emmy Award pour son interprétation dans la minisérie John Adams, où il retrouve sa partenaire du Journal d'une baby-sitter, Laura Linney (elle aussi récompensée).
En 2013, dans Twelve Years a Slave de Steve McQueen, on lui confie à nouveau le rôle de marchand d'humain, qu'il avait eu en 2001 dans La Planète des singes de Tim Burton.

## Filmographie

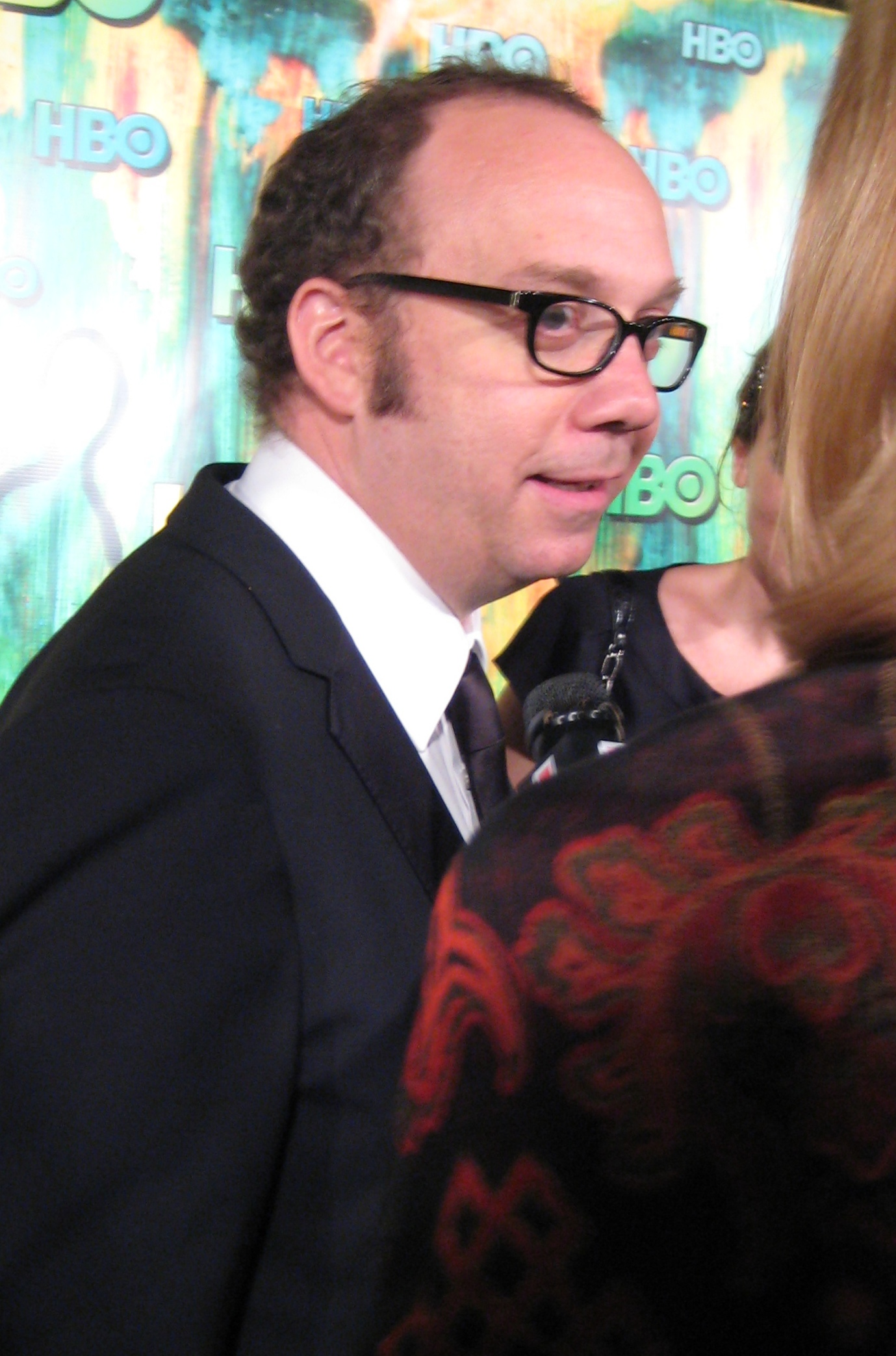
A l'avant-première de La Jeune Fille de l'eau, en 2006

Sauf indication contraire, les informations mentionnées dans cette section peuvent être confirmées par la base de données cinématographiques IMDb,  présente dans la section « Liens externes ».

### Cinéma

#### Années 1990
- 1991 : Coupable (Past Midnight) de Jan Eliasberg : Larry Canipe
- 1992 : Singles de Cameron Crowe : l'homme embrassant
- 1995 : Maudite Aphrodite (Mighty Aphrodite) de Woody Allen : le chercheur de guilde
- 1995 : Sabrina de Sydney Pollack : Scott
- 1996 : Le Poids du déshonneur (Before and After) de Barbet Schroeder : public dans la salle d'audience
- 1996 : Breathing Room de John Suits et Gabriel Cowan : George
- 1997 : Arresting Gena de Hannah Weyer (en) : Détective Wilson
- 1997 : Donnie Brasco de Mike Newell : Technicien du FBI
- 1997 : Parties intimes (Private Parts) de Betty Thomas : Kenny 'Pig Vomit' Rushton
- 1997 : Le Mariage de mon meilleur ami (My Best Friend's Wedding) de P. J. Hogan : Richard, le garçon d'étage
- 1997 : Harry dans tous ses états (Deconstructing Harry) de Woody Allen : Professeur Abbott
- 1997 : Escape (A Further Gesture) de Robert Dornhelm : Réceptionniste de l’hôtel
- 1998 : The Truman Show de Peter Weir : Directeur de la pièce de contrôle
- 1998 : Dr Dolittle (Doctor Dolittle) de Betty Thomas : Blaine
- 1998 : Il faut sauver le soldat Ryan (Saving Private Ryan) de Steven Spielberg : Sergent Hill
- 1998 : Négociateur (The Negotiator) de F. Gary Gray : Rudy Timmons
- 1998 : Casses en tous genres (Safe Men) de John Hamburg : Sacha, dit l'"escalope"
- 1999 : Broadway, 39e rue (Cradle Will Rock) de Tim Robbins : Carlo
- 1999 : Man on the Moon de Miloš Forman : Bob Zmuda

#### Années 2000
- 2000 : Big Mamma (Big Momma's House) de Raja Gosnell : John
- 2000 : Duos d'un jour (Duets) de Bruce Paltrow : Todd Woods
- 2001 : Storytelling de Todd Solondz, segment Non-fiction : Toby Oxman
- 2001 : La Planète des singes (Planet of the Apes) de Tim Burton : Limbo
- 2002 : Méchant Menteur (Big Fat Liar) de Shawn Levy : Marty Wolf
- 2002 : Plein Gaz (L'Incroyable Histoire de Patrick Smash) (Thunderpants) de Peter Hewitt : Johnson J. Johnson
- 2003 : Confidence de James Foley : Gordo
- 2003 : American Splendor de Shari Springer Berman et Robert Pulcini : Harvey Pekar
- 2003 : Paycheck de John Woo : Shorty
- 2004 : Sideways d'Alexander Payne : Miles
- 2005 : Robots de Chris Wedge et Carlos Saldanha : Tim, le garde à la barrière (voix)
- 2005 : The Fan and the Flower : Le narrateur (voix)
- 2005 : De l'ombre à la lumière (Cinderella Man) de Ron Howard : Joe Gould
- 2006 : Dressé pour vivre (The Hawk Is Dying) de Julian Goldberger (en) : George Gattling
- 2006 : Astérix et les Vikings (Astérix and the Vikings) de Stefan Fjeldmark et Jesper Møller : Astérix (voix version anglaise)
- 2006 : L'Illusionniste (The Illusionist) de Neil Burger : Inspecteur en chef Uhl
- 2006 : La Jeune Fille de l'eau (Lady in the Water) de M. Night Shyamalan : Cleveland Heep
- 2006 : Lucas, fourmi malgré lui (The Ant Bully) de John A. Davis : Stan (voix)
- 2007 : Frère Noël (Fred Claus) de David Dobkin : Nicolas
- 2007 : Le Journal d'une baby-sitter (The Nanny Diaries) de Shari Springer Berman et Robert Pulcini : Mr. X
- 2007 : Shoot 'Em Up : Que la partie commence (Shoot 'Em Up) de Michael Davis : M. Hertz
- 2008 : Pretty Bird de Paul Schneider : Rick Honeycutt
- 2009 : Duplicity de Tony Gilroy : Dick Garsik
- 2009 : Âmes en stock (Cold Souls) de Sophie Barthes : Paul Giamatti

#### Années 2010
- 2010 : The Last Station de Michael Hoffman : Vladimir Tchertkov
- 2010 : Le Monde de Barney (Barney's Version) de Richard J. Lewis : Barney Panofsky
- 2011 : Very Bad Trip 2 (The Hangover Part II) de Todd Phillips : Kingsley
- 2011 : Le Sang des Templiers (Ironclad), de Jonathan English : Jean sans Terre
- 2011 : Les Marches du pouvoir (The Ides of March) de George Clooney : Tom Duffy
- 2011 : Les Winners (Win Win) de Thomas McCarthy : Mike Flaherty
- 2012 : Cosmopolis de David Cronenberg : Benno Levin
- 2012 : Rock Forever (Rock of Ages) d'Adam Shankman : Paul Gill
- 2012 : John Dies at the End de Don Coscarelli : Arnie Blondestone
- 2013 : Le Congrès d'Ari Folman : Dr Barker
- 2013 : Roméo et Juliette de Carlo Carlei : Frère Laurence
- 2013 : Twelve Years a Slave de Steve McQueen : Theophilus Freeman
- 2013 : Dans l'ombre de Mary (Saving Mr. Banks) de John Lee Hancock : Ralph
- 2013 : Parkland de Peter Landesman : Abraham Zapruder
- 2014 : The Amazing Spider-Man : Le Destin d'un héros (The Amazing Spider-Man 2) de Marc Webb : Aleksei Sytsevich / le Rhino
- 2014 : Love and Mercy de Bill Pohlad (en) : Dr. Eugene Landy (en)
- 2014 : Madame Bovary de Sophie Barthes : Monsieur Homais
- 2015 : San Andreas de Brad Peyton : Pr. Lawrence Hays
- 2015 : NWA: Straight Outta Compton (Straight Outta Compton) de F. Gary Gray : Jerry Heller
- 2016 : Ratchet et Clank de Kevin Munroe : Président Drek
- 2016 : The Phenom de Noah Buschel (en) : Dr. Mobley
- 2016 : Morgane (Morgan) de Luke Scott : Dr. Alan Shapiro
- 2018 : Seuls sur Terre (I Think We're Alone Now) de Reed Morano : Patrick
- 2018 : The Catcher Was a Spy de Ben Lewin : Samuel Goudsmit

#### Années 2020
- 2020 : Le Souffle coupé (A Mouthful of Air) d'Amy Koppelman : Dr Sylvester
- 2021 : Bloody Milkshake (Gunpowder Milkshake) de Navot Papushado (en) : Nathan
- 2021 : Jungle Cruise de Jaume Collet-Serra : Nilo Nemolato
- 2023 : Winter Break (The Holdovers) d'Alexander Payne : Paul Hunham
- 2025 : Downton Abbey: The Grand Finale de Simon Curtis : Harold Levinson

### Télévision
- 1990 : She'll Take Romance (en)
- 1994 : New York Police Blues (saison 2, épisode 8 : Je te parie ta vie)
- 1998 : Tourist Trap : Jeremiah Piper
- 1998 : Winchell (en) de Paul Mazursky : Herman Klurfeld
- 2000 : Si les murs racontaient 2 (If These Walls Could Talk 2), segment 1961 : Ted Hedley
- 2003 : The Pentagon Papers (en) : Anthony Russo
- 2008 : John Adams de Tom Hooper : John Adams
- 2011 : Too Big to Fail : Débâcle à Wall Street (TV) de Curtis Hanson : Ben Bernanke
- 2013 : Downton Abbey : Harold Levinson
- 2016-2023 : Billions : procureur des États-Unis Chuck Rhoades
- 2017 : BoJack Horseman : Bojack (saison 4)
- 2018 : Private Life de Tamara Jenkins : Richard (film Netflix)
- 2023 : 30 Coins : Christian Barbrow (8 épisodes)
- 2025 : Black Mirror : Phillip Connarthy (épisode Eulogie)

## Distinctions

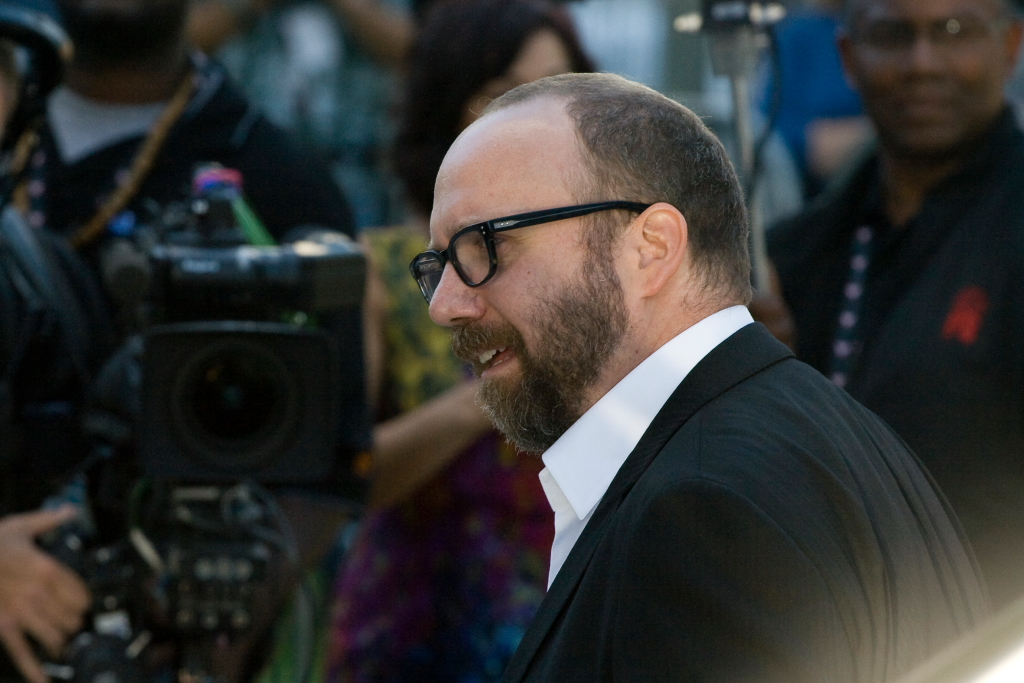
Paul Giamatti au Festival international du film de Toronto 2010.

Sauf indication contraire, les informations mentionnées dans cette section peuvent être confirmées par la base de données cinématographiques IMDb,  présente dans la section « Liens externes ».

### Récompenses
- Emmy Awards 2008 : meilleur acteur dans une mini-série ou un téléfilm pour John Adams
- Golden Globes 2009 : meilleur acteur dans une mini-série ou un téléfilm pour John Adams
- Golden Globes 2011 : meilleur acteur dans un film musical ou une comédie pour Le Monde de Barney
- Golden Globes 2024 : meilleur acteur dans un film musical ou une comédie pour Winter Break

### Nominations
- Golden Globes 2005 : meilleur acteur dans un film musical ou une comédie pour Sideways
- Oscars 2006 : meilleur acteur dans un second rôle pour De l'ombre à la lumière
- Golden Globes 2006 : meilleur acteur dans un second rôle pour Sideways
- Golden Globes 2011 : meilleur acteur dans un film musical ou une comédie pour Le Monde de Barney
- Golden Globes 2012 : meilleur acteur dans un second rôle dans une série, une mini-série ou un téléfilm pour Too Big To Fail
- Oscars 2024 : meilleur acteur pour Winter Break

## Voix francophones
En France, Daniel Lafourcade (dans 15 films et un jeu vidéo) et Gérard Darier (dans 9 films, un téléfilm et une série) sont les voix françaises régulières en alternance de Paul Giamatti. Michel Mella et Philippe Peythieu l'ont également doublé à cinq reprises.
Au Québec, il est principalement doublé par Pierre Auger. François Sasseville l'a doublé à cinq reprises.